# ويليام ويرت كالبرتسون
ويليام ويرت كالبرتسون هو سياسي أمريكي، ولد في 22 سبتمبر 1835 في لويستاون في الولايات المتحدة، وتوفي في 31 أكتوبر 1911 في أوكسفورد في الولايات المتحدة. نشط حزبياً في الحزب الجمهوري. وقد انتخب عمدة أشلاند, كنتاكي ‏ (7 يونيو 1882 – 4 مارس 1883) وانتخب عضو مجلس النواب الأمريكي ‏.